# Gaspar Correia

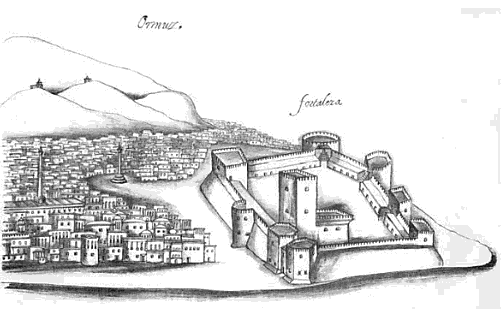
Fortaleza de Ormuz ("Lendas da Índia", c. 1550).

Gaspar Correia (1492 — c. 1561) foi um historiador português, autor das Lendas da Índia, uma das mais importantes obras sobre a fase inicial da presença portuguesa na Índia e no Oriente, que só teve edição em meados do século XIX. É referido como o Políbio português.

## Biografia
São escassas as informações sobre a vida deste autor, sobre as suas origens familiares ou mesmo sobre o local e data de nascimento. Apesar dessa escassez de fontes, António Banha de Andrade situa o seu nascimento em 1492, atribuindo a paternidade a Aires Botelho, comendador de São Martinho das Feixedas, no bispado de Viseu.
Sabe-se que viveu a maior parte de sua existência no Estado Português da Índia onde terá chegado bastante jovem, por volta de 1512-1514, para servir como soldado. Foi escolhido como secretário de Afonso de Albuquerque, no que tinha bastante orgulho. Retornou a Portugal em 1529, mas retornou ao Oriente. A sua obra Lendas da Índia, embora escrita em um estilo rude, é considerada uma importante fonte coeva, sendo fruto do trabalho de 35 anos do autor na Índia, privando de fontes desconhecidas para contemporâneos como Castanheda ou João de Barros. A obra é ilustrada com os retratos dos governadores e plantas e desenhos panorâmicos de algumas fortalezas, de excepcional interesse para o estudo da fortaleza de transição. Deve-se a ele a primeira descrição européia do cólera asiático. Uma teoria afirma que ele foi assassinado em Malaca, por ordem do governador Estevão da Gama, neto de Vasco da Gama.
Embora alguns autores acreditem que existiu uma edição dessa obra em 1556, é mais provável que cópias do manuscrito desse compêndio de 3500 páginas tenham circulado entre alguns poucos escolhidos, após ter sido trazido da Índia para Portugal por Miguel da Gama, pouco depois da morte do autor.
A família conservou o manuscrito original das Lendas da Índia, que apenas viria a ser impresso, pela primeira vez, entre 1858 (início da primeira parte) e 1863 (final da segunda parte) por disposição da Academia Real das Ciências de Lisboa.